# Junimea literară
Junimea Literară a fost o revistă literară înființată la 1 ianuarie 1904, la Cernăuți, de Societatea Academică Junimea, prin președintele secției sale literare Traian Brăileanu, și transferată la Suceava în luna octombrie a aceluiași an. 
Revista, aflată sub influența ideilor de la Sămănătorul, a apărut lunar până în 1914, prin grija istoricului Iancu I. Nistor (profesor de istorie și geografie la liceul din Suceava între 1904-1907) și a lui George Tofan, care își declaraseră intenția de a deștepta gustul pentru lucrări literare românești de valoare, iar ideile întrupate în ele să pătrundă în toate păturile sociale românești, prin emanciparea de înrâuriri străine și dezvoltarea liberă a particularităților naționale.
Prin programul său, revista își mai propunea:
„această revistă aspiră să devie centrul stabil în jurul căreia să se grupeze toți literații din țară, care ar voi să contribuie la realizările măreței opere care ne-am propus-o”.
Printre colaboratorii revistei s-au numărat Nicolae Iorga, Mihail Sadoveanu, Ștefan Octavian Iosif, Dimitrie Anghel, Ion Minulescu, Cincinat Pavelescu, Emil Gârleanu, Elena Farago, Ana Conta-Kernbach.

## Etapa a doua
Cea de-a doua etapă a Junimii literare se suprapune cu perioada interbelică, mai precis cu intervalul 1923 – 1939. În principiu, programul Junimii literare nu s-a schimbat prea mult, revista reușind să se acomodeze noului context politic și cultural în care apărea. În aceste condiții, conținutul ei s-a diversificat, printre colaboratori aflându-se oameni de cultură din întreg spațiul românesc. Din ianuarie 1925, revista a apărut cu subtitlul „Revistă de literatură, artă, știință“, subtitlu modificat, în 1935, în „Revistă de literatură, critică și artă“.
Secretar de redacție la Junimea literară, în perioada 1923-1927, a fost Alexandru Leca Morariu.

## Colecții digitalizate
Colecție digitalizată BCU IAȘI (1904-1939)